# WestBam
Pour les articles homonymes, voir Lenz.
WestBam, de son vrai nom Maximilian Lenz, né le 4 mars 1965 à Münster, est un disc jockey allemand. Son frère est Fabian Lenz (en) sous le pseudo DJ Dick.

## Biographie
L'origine de son pseudonyme est un hommage à Afrika Bambaataa et son lieu de naissance : Westphalia Bambaataa. Il commence sa carrière de DJ en 1983 dans sa ville natale. En 1984, il déménage à Berlin et y enregistre son premier morceau appelé 17 - This is not a Boris Becker Song, coproduit avec Klaus Jankuhn (en).
Pionnier de la musique techno, il fonde en 1988 le label Low Spirit (en), qui accueille les productions de Members of Mayday, Miss Kittin, The Hacker, etc.
Il joue lors de la première Love Parade en 1989 sur la Kurfürstendamm à Berlin. Après plusieurs morceaux, il réalise son premier album appelé The Cabinet. En 1991, il organise Mayday, festival de musique électronique en Allemagne, et fait partie du groupe de musique électronique Members of Mayday, avec ce groupe le titre Sonic Empire devient l'hymne du festival.
En 1993, il est l'auteur du tube rave Celebration Generation, bien classé dans de nombreux pays. Il est aussi l'auteur du morceau Sunshine avec Dr. Motte qui devient quant à lui l'hymne de la Love Parade en 1997, et d'une grande partie des hymnes des Love Parade qui suivent.
Il publie en 2015 une biographie, Die Macht der Nacht, à propos de ses trente premières années de DJ.

## Discographie

### Albums
- In Seoul (1988)
- The Cabinet (1989)
- The Roof Is On Fire (1991)
- A Practising Maniac At Work (1991)
- BamBamBam (1994)
- We´ll Never Stop Living This Way (1997)
- Right On (2002)
- Do You Believe In the Westworld (2005)
- A Love Story 89-10 (2010)
- Götterstrasse (2013)

### Singles
- 17 - This Is Not a Boris Becker Song
- The Roof Is On Fire (1989/1991/1999)
- Monkey Say Monkey Do
- Disco Deutschland
- Der Bundespräsidenten Mix
- No More Freakin' Rock'n'Roll
- The Mayday Anthem
- Celebration Generation
- Raving Society
- Love Missile F1-11
- Sunshine (avec Dr. Motte)
- Sonic Empire" (au sein de Members of Mayday)
- Wizards of the Sonic (1998, avec Red Jerry)
- Beatbox Rocker (1999)
- Der blaue Planet (2003) (au sein de Karat, reprise de la compilation Power from the Eastside)
- Oldschool, Baby (avec Nena)
- Dancing With the Rebels (avec Afrika Islam)
- Bang the Loop (2005)
- United States of Love (avec The Love Committee) (2006)
- Love Is Everywhere (New Location) (2007)
- Highway To Love (avec The Love Committee) (2008)
- Hard Times (2010)
- Handz Up Stanton Warriors (Westbam remix)  (2010)
- You Need The Drugs (avec Richard Butler) (2013)
- Kick It (Like a Sensei) (avec Lil Wayne) (2013)
- You Need The Drugs feat Richard Butler (&ME Remix) (2020)
- C'est la vie feat Richard Judge, Westbam/ML (2021)
- Rave The Planet : Supporter Series vol-004 - Zen Mode Kickin(2021)